# Kaltrina Selimi
Kaltrina Selimi (* 4. September 1984 in Priština, SFR Jugoslawien) ist eine kosovo-albanische Pop-Sängerin. Sie war Mitglied der Popgroup Hana Band, die vor einigen Jahren aufgelöst wurde. 2009 erschien die Single Hajt, die zu einem großen Erfolg wurde. Im Juli 2011 erschien Hot, eine neue Dancepop-Single, die zu einem weiteren Sommerhit wurde. Auf der Internetplattform YouTube ist der dazugedrehte Clip über 2 Mio. mal aufgerufen worden, die bisher höchste Quote für Kaltrina Selimi.
Ihre Musik kann dem Dance-Pop eingeordnet werden. Sie gehört zu den erfolgreichsten Interpreten dieses Genres im albanischen Raum.

## Diskografie

### Singles
- 2008: Auto Stop
- 2008: Copy Paste
- 2009: Hajt
- 2010: Harrom
- 2011: Zero
- 2011: Hot
- 2012: Gjithmone me ty
- 2013: Nuk ta fal
- 2013: Zemer
- 2013: Pike ne jete (feat. Etnon)
- 2014: Te du